# Valea lui Pavel
Valea lui Pavel (węg. Pálpataka) – wieś w Rumunii, w okręgu Harghita, w gminie Corund. W 2011 roku liczyła 363 mieszkańców.